# Трир
Трир (на немски: Trier) е най-старият град в Германия.
Площта на Трир е 117,13 км², населението към 31 декември 2010 г. – 105 260 жители, а гъстотата на населението – 899 д/км².

## Име на града
Днешното наименование на града идва от името на галското племе тревери, през латинското име на града Augusta Treverorum. Произходът на името личи и в неговите форми на други езици:
- естонски: Treviro
- испански: Tréveris
- италиански: Treviri
- каталонски: Trèveris
- люксембургски: Tréier
- полски: Trewir
- френски: Trèves

## Географско положение
Намира се основно на източния бряг на река Мозел в долина между покрити с лозя хълмове от червен пясъчник в провинция Рейнланд-Пфалц в близост до границата с Люксембург. Наблизо се намира един известен винарски район – Мозел-Саар-Рувер

## История
Римляните под управлението на Юлий Цезар подчиняват галското племе тревери между 58 и 50 г. пр.н.е. На мястото на тяхно светилище на десния бряг на река Мозел в 30 г. до н.е. е разположен римски военен лагер, а през 16 г. пр.н.е. Август решава да направи града Аугуста Треверорум (лат. Augusta Treverorum – „град на Август в страната на треверите“) столица на римската провинция Белгика. През 259 – 274 г. Трир е столица на отцепилата се Галска империя и е разрушен от алеманите през 275 г. По време на Диоклециан (284 – 305) или 318 г. е столица на префектурата Галия, една от четирите столици на империята, а по време на Константин Велики (306 – 324) е негова столица. От 328 до 340 г. е резиденция на император Констанс II, от 367 г. е резиденция на Валентиниан I и на западните римски императори до смъртта на Теодосий I в 395 г. Трир е превземан няколко пъти от франките (ок. 413 и 421 г.) и хуните на Атила (5 в.). Едва около 475 г. става франкски.
От втората половина на 3 в. е седалище на епископ, а през 9 в. става седалище на архиепископ. Градски права получава през втората половина на 12 в. От 15 до 18 в. има университет. През 1794 г. Трир е присъединен към Франция, а от 1814 – 1815 г. към Прусия. Център е на революцията в Рейнската пруска провинция през 1848 – 1849 г. От 1914 до 1930 г. е окупиран от войски на САЩ и Франция. Разрушен е сериозно през 1944 – 1945 г., от 1945 г. е във Френската окупационна зона, а от 1949 г. в състава на ФРГ.

## Забележителности
- римски амфитеатър (около 100 г.)
- императорски терми (ок. 300 г.)
- римски градски врата „Черната порта“ / „Porta Nigra“ (начало на 4 в.)
- раннохристиянска базилика на Константин Велики (4 в.)
- романска катедрала (4 – 18 в. с портал от 11 в. и алтарно пространство от ок. 1160 – 1169 г.)
- къща „Франкентурм“ (11 в.)
- къща „Драйкьонигенхаус“ (началото на 13 в.)
- готическа църква на Св. Богородица („Либфрауенкирхе“, ок. 1250 г.)
- къща „Цур Щайпе“ (1430 – 1483)
- бивш йезуитски колеж в късноренесансов стил (17 в.)
- дворец на райхсграфовете Кеселщат (1740 – 1745)
- Музей-родна къща на Карл Маркс
- университет

## Личности, родени в Трир
- Йозефине Шалк (1850 – 1919), германска художничка
- Карл Маркс (1818 – 1883), немски философ, политикономист и политически деец

## Побратимени градове
Трир е побратимен град с:
- Мец, Франция от 1957
- Асколи Пичено, Италия от 1958
- Глостър, Великобритания от 1959
- Хертогенбош, Холандия от 1968
- Пула, Хърватия от 1971
- Форт Уърт, САЩ от 1987
- Ваймар, Германия от 24 май 1987 г.
- Нагаока, Япония от 2006